# Askersby, Sunne kommun
Askersby är en välbevarad radby norr om Östra Ämterviks kyrka i Östra Ämterviks socken i Sunne kommun, Värmland.
Askersby är en av de endast nio kulturmärkta radbyarna i Sverige. 

## Namnet
Namnet kommer av mansnamnet Asger.

## Historia
1640 blir Sone stamfader för hela Askersby. 1735 blir Askersby ett rote med soldat/soldattorp under Kungliga Värmlands regemente. 1901 upphör soldattorpet efter fem soldatfamiljer. De soldater som brukade soldattorpet fick efternamnet Asker.

## Byn
Sveriges äldsta flaggstång, rest 1896, står i Askersby. Flaggstången är av trä och dess 114 årsringar avslöjar att stångens virke är från 1700-talet.

## Personer från orten
En av soldatsönerna (Soldaten Olof Olsson Asker:s son) Oskar Asker anställdes som byggledare av Ragnar Östberg när bygget av Stockholms Stadshus påbörjades. Oskar Askers byst sitter i dag i en av borgarrådens korridorer.

## Byn på film
Askersby var inspelningsplats för Gösta Berlings saga år 1985. 